# 悪魔城すぺしゃる ぼくドラキュラくん
『悪魔城すぺしゃる ぼくドラキュラくん』（あくまじょうすぺしゃる ぼくドラキュラくん）は、コナミ（現・コナミデジタルエンタテインメント）のゲームソフト。ジャンルはアクションゲーム。悪魔城ドラキュラシリーズの外伝作品。

## 概要
1990年10月19日にファミリーコンピュータ（以下FC）版が、1993年1月3日にゲームボーイ（以下GB）版が発売された。ストーリー上はFC版の続編がGB版となっており、そのためGB版では内容も大きくアレンジされている。欧米ではGB版のみ発売された。
2006年6月30日には携帯電話向けサイト「コナミネットDX」にて、『コナミ名作シリーズ』の第4弾としてFC版がFOMA90xシリーズ専用iアプリへ移植され、2007年4月2日からはSoftBank 3G端末向けS!アプリにも登場した。
『悪魔城ドラキュラ』のラストボスであったドラキュラ伯爵の息子が「ドラキュラくん」として主人公となって活躍する。ホラー風の悪魔城ドラキュラシリーズの本編とは打って変わって、可愛らしいコミカルなゲームとなっている。

## ゲーム内容
世界を征服した魔王ガラモスを倒すため、1万年の眠りから覚めたドラキュラくん（1万9歳）がドラキュラ城を飛び出し冒険する物語。
ステージ1はドラキュラ城の内部となっており、『悪魔城伝説』を髣髴とさせるマップ（BGMは『悪魔城伝説』のステージ1のアレンジ）となっている。ステージ2以降は空の上、水中、氷原、ニューヨーク、砂漠、宇宙などのステージがある。ニューヨークステージでは走行する地下鉄の屋根を駆け抜けたり、3択クイズでボスと勝負したりと風変わりな演出もある。

### システム
横スクロールジャンプアクション。全9つのステージから構成される。
武器の「妖気弾」を操って敵を倒しながら進んでいく。また、特殊攻撃（FC版で一度覚えているが、思い出したという設定で取得できる）として6種類の「ため撃ち妖気弾」があり、これらは攻撃だけでなく、コーモリになって空を飛んだり、逆さで天井に張り付いたりすることもできる。使用できる「ため撃ち妖気弾」はステージを進むごとに増えていき、これらを駆使しないと先に進めない箇所もある。ステージの最後に出現するボスキャラクターを倒せばステージクリア。
「ため撃ち妖気弾」で敵キャラクターを倒すとコインを得ることができる。ステージクリア時にこのコインを使ってサブゲーム（ルーレットや福引など）に挑戦することができ、ゲームの結果によってはドラキュラくんの残り人数を増やすことができる。
また、ゲーム開始時にパスワード（とはいっても、3文字の簡単な単語である）を入力することにより、途中のステージからゲームを始めることもできる。ただし、パスワードが存在するのは、ステージ7までである。

### ため撃ち妖気弾
ステージをクリアすると妖気弾がパワーアップして特殊能力のバリエーションが増える。
ノーマル
初期から使える妖気弾。普通の3倍のダメージを与える。妖気弾は上下左右すべての方向に発射が可能。
ホーミング
1ステージクリア後使用可能。一度に5発繰り出され、敵を追跡する誘導弾。
さくれつだん
2ステージクリア後使用可能。敵や壁に当たると爆風が発生し、これに触れた敵にダメージを与えることができる。
コーモリ
3ステージクリア後使用可能。弾を発射する代わりにコーモリへ変身し、空を飛べる。ただし、5秒を過ぎたり、壁や敵に当たると元の姿に戻り落ちてしまう。変身中に攻撃ボタンを押しても元に戻る。
れいとうだん
4ステージクリア後使用可能。ダメージを与えることはできない（9ステージ初めの中ボスを除く）が、当たった敵を一定時間凍らせることができる。凍っている敵には触れてもダメージを受けず、上に乗ることができる。
さかさ
5ステージクリア後使用可能。天井があるところで使用するとドラキュラくんが逆さまになり、5秒間天井に張り付いて歩くことができる。天井がないところでは使用できない。また、天井に張り付いている状態で天井の無い場所に移動すると転落死扱いとなる。

### ミニゲーム
ステージクリアごとにミニゲームがあり、これに勝つと残機が増える。ミニゲームには、ステージ途中で拾ったコイン（ため撃ち妖気弾で雑魚敵を倒すと出現する）を使い、枚数に応じてプレイ回数が増える。
- あみだくじ

最初に行われるあみだくじ。4つのコースのうち1つを選び、どのミニゲームをプレイするかを決める。くじは丸見えだが、コースを選ぶとラインが新たに追加されるようになっている。
- まわってポン!

ルーレットゲーム。コナミがレジャック時代にリリースした「ピカデリーサーカス」と非常に似ている。
- まくってカンカン

フレンチカンカンのダンサーが登場し、穿いているドロワースの色を当てる。色によってプレイ回数の増え方が変わる。
- ふくびきガラガラ

福引きの抽選機を回して、出てきた玉の色に応じて残機が増える。
- グサッといっぱつ[4]

黒ひげ危機一発と同様のゲーム。ガイコツが入ったドラム缶にナイフを刺していき、当たってしまうまでのナイフの本数を競う。刺せた本数に応じて残機が増える。途中でガイコツの頭が吹っ飛んでしまうと終了。

## ステージ構成
1ステージ
ドラキュラくんの眠っていたドラキュラ城。BGMは『悪魔城伝説』のステージ1のアレンジ。ボスはまどーしさん親子。
2ステージ
雲の上のステージ。中盤にはジェットコースターに乗って進むエリアがあり、BGMも変わる。ボスはにわとりさん。急降下での体当たりと3方向に吐き出す弾で攻撃をしてくる。
3ステージ
主に水の中のステージ。ドラキュラくんの動きは少し鈍くなる。ボスは火星人。
4ステージ
氷のステージ。コーモリを使わなければ進めない箇所がある。ボスはりゅうさん。地面を突き破りながら動いて襲ってくる。
5ステージ
夜のニューヨークステージ。コーモリまたはれいとうだんを使わなければ進めない箇所がある。後半は地下鉄の天井を進む強制スクロールエリアで、BGMも変わる。ボスのめがみちゃんは戦闘が苦手なので、クイズで対決することになる。
6ステージ
砂漠のピラミッドのステージ。さかさかコーモリを使わなければ進めない箇所がある。最深部ではツタンカーメンのマスク姿をしたボスと戦う。
7ステージ
高速エレベーターに乗って宇宙を上昇していく強制スクロールのステージ。一度でもダメージを受けると下に落ちるか、スクロールに追いつけずやられてしまう。最上部にはメカガラモスが待ち受ける。
8ステージ
空中に浮かぶ船のステージ。ボスのロボットはホーミングまたはさかさを使うと楽に倒せる。
9ステージ
ラストステージ。一部強制スクロール。さかさを使わなければ進めない箇所がある。中ボスとしてキリンとローリングロボフェイスの2体が登場する。最深部では、ガラモス・キングとの最終決戦が繰り広げられる。ミスをすると、たとえラスボスまで辿り着いていたとしても強制的にステージの最初に戻されてしまう。

## 他機種版
| No. | タイトル                                        | 発売日                        | 対応機種                                           | 開発元 | 発売元 | メディア     | 形式                          | 備考                                                                                        |
| --- | ----------------------------------------------- | ----------------------------- | -------------------------------------------------- | ------ | ------ | ------------ | ----------------------------- | ------------------------------------------------------------------------------------------- |
| 1   | 悪魔城すぺしゃる ぼくドラキュラくん Kid Dracula | 1993年1月3日 1993年3月 1993年 | ゲームボーイ                                       | コナミ | コナミ | ロムカセット | DMG-DFJ DMG-DF-USA DMG-DF-UKV |                                                                                             |
| 2   | 悪魔城すぺしゃる ぼくドラキュラくん             | 2006年6月30日                 | iアプリ                                            | KDE    | KDE    | ダウンロード |                               |                                                                                             |
| 3   | 悪魔城すぺしゃる ぼくドラキュラくん             | 2007年4月2日                  | S!アプリ                                           | KDE    | KDE    | ダウンロード |                               |                                                                                             |
| 4   | 悪魔城ドラキュラ アニバーサリーコレクション     | 2019年5月16日                 | Nintendo Switch PlayStation 4 Xbox One PC（Steam） | M2     | KDE    | ダウンロード |                               | 収録ソフトの一つ ファミリーコンピュータ版を収録 アップデートにより英語版(Kid Dracula)が追加 |

### ゲームボーイ版
ストーリーはFC版の後日談に当たり、技の習得はFC版で覚えた技を思い出していくという設定である。このためステージ構成も変わっており、また攻撃技が追加された。
とつげき（こうもり突撃隊）　
小さいコーモリを連なって発射する。コーモリは一定距離で戻る。
かさ
前方に攻撃と防御を兼ねる傘を展開し続ける。しゃがむことで頭上の防御も可能。
パスワードは4文字であり、中々起きないドラキュラくんに死神さんがドラキュラくんの朝食（好物）を報告するというものである。ただし、ドラキュラくんが食べたくないもの（パスワードを間違える）を繰り返すと、死神さんが怒って強制的にステージ1が開始する。
GB版には、ミニゲームだけ遊べるモードとサウンドテスト用の隠しパスワードが用意されている。

## スタッフ
ファミリーコンピュータ版
- プログラム：村田司朗、蛭子悦延、山本泰弘
- キャラクター・デザイン：吉本陽一、藤岡謙治、矢内一則
- サウンド：田坂真二、宮脇聡子
- パッケージ：すみだひろみ、松田裕
- 企画協力：たなかきみえ
- パーティー・マネージャー：EBISU MARU
- 企画：吉本陽一
- ディレクター：村田司朗

ゲームボーイ版
- プログラム：早野由香里
- グラフィック：まつもとのぶあき
- サウンド：いとうあきこ
- パッケージ：ふなびきひろこ
- サンクス：船内秀浩、萩原徹、樹下國昭、山田善朗

## 評価
ファミリーコンピュータ版
ゲーム誌『ファミコン通信』の「クロスレビュー」では合計25点（満40点）、『ファミリーコンピュータMagazine』の読者投票レビュー「ゲーム通信簿」では以下の通り、22.10点（満30点）だった。
| 項目 | キャラクタ | 音楽 | お買得度 | 操作性 | 熱中度 | オリジナリティ | 総合  |
| 得点 | 4.33       | 3.66 | 3.53     | 3.61   | 3.61   | 3.36           | 22.10 |

ゲームボーイ版
ゲーム誌『ファミコン通信』の「クロスレビュー」では合計24点（満40点）、『ファミリーコンピュータMagazine』の読者投票による「ゲーム通信簿」での評価は以下の通り、21.5点（満30点）だった。
| 項目 | キャラクタ | 音楽 | お買得度 | 操作性 | 熱中度 | オリジナリティ | 総合 |
| 得点 | 4.2        | 3.5  | 3.6      | 3.6    | 3.5    | 3.2            | 21.5 |

## 関連作品
- 悪魔城ドラキュラ（1986年）
- 極上パロディウス 〜過去の栄光を求めて〜（1994年）

スーパーファミコン版のみ登場。
- 実況おしゃべりパロディウス（1995年）

PlayStation版およびセガサターン版に登場。
- 大乱闘スマッシュブラザーズSPECIAL（2018年）

「スピリッツ」の一種として登場するほか、ステージ「ドラキュラ城」にシルエットのみではあるが登場する。